# Lau Lauritzen (regista 1910)
Lau Lauritzen (Vejle, 26 giugno 1910 – Copenaghen, 12 maggio 1970) è stato un attore, regista e sceneggiatore danese.
Nel 1946 il suo film I campi scarlatti  ha vinto il Grand Prix du Festival International du Film al Festival di Cannes diretto assieme a Bodil Ipsen.
È stato uno dei fondatori della ASA Film, importante studio cinematofrafico danese di cui ha anche assunto il ruolo di direttore artistico.
È stato il marito di Lisbeth Movin e padre di Lone Lau, entrambe attrici. 

## Filmografia

### Regista
- Week-end, co-regia di Alice O'Fredericks (1935)

- Panserbasse, co-regia di Alice O'Fredericks (1936)

- Tror du jeg er født i Gaar! , co-regia di Alice O'Fredericks (1941)
- I campi scarlatti (De røde enge), co-regia di Bodil Ipsen (1945)
- Café paradis (Det sande ansigt), co-regia di Bodil Ipsen (1951)